# Pandemia de gripe A (H1N1) de 2009-2010 en la República Dominicana
La pandemia de gripe A (H1N1), que se inició en 2009, entró en la República Dominicana el 27 de mayo del mismo año. Éste fue el 17º país en reportar casos de gripe A en el continente americano.
Mientras esta pandemia recién estaba comenzando, el 27 de abril de 2009 se declaró una alerta epidemiológica de vigilancia en la República Dominicana. La Secretaría de Estado de Salud Pública y Asistencia Social informó el 28 de abril de 2009 sobre un posible caso de una ciudadana mexicana de 23 años que llegó al país el día anterior, y que fue hospitalizada en Santo Domingo. El 29 de abril se confirmó que los análisis de laboratorio aplicados a dicha persona resultaron negativos, con lo que por aquel entonces el país estaba libre de la presencia del virus. Los resultados fueron enviados a Atlanta, Estados Unidos, a fin de ser validados.

## Brote
El 26 de mayo, se confirmaron los primeros 2 casos en República Dominicana, luego de que Rusia, Perú, Chile y Ecuador informaran de ciudadanos posiblemente infectados en Punta Cana.
Al 1 de junio ya se han confirmado 12 casos: 1 en la provincia de Santiago, 1 en la provincia de Peravia, 9 en la provincia del Distrito Nacional, y 1 en la provincia de Santo Domingo.
El 5 de junio las autoridades sanitarias reportaron la 1ª muerte por la gripe A (H1N1) en la República Dominicana.
El 23 de junio las autoridades de salud pública reportó la muerte de una señora de 50 años de edad , la señora había ingresado al centro de salud, grave, días después muere a causa de neumonia.
Hasta el 30 de diciembre de 2009 (fecha de la última actualización), la República Dominicana confirmó 491 casos y 23 muertes por la gripe A (H1N1).

### Otros
- Gripe A (H1N1), en la Organización Mundial de la Salud
- Fases pandémicas de la OMS
- Influenza Research Database Database of influenza sequences and related information.
- Centers for Disease Control and Prevention (CDC): Swine Influenza (Flu) (inglés)
- Medical Encyclopedia Medline Plus: Swine Flu (inglés)
- Medical Encyclopedia WebMD: Swine Flu Center (inglés)
- Organización Mundial de la Salud (OMS): Gripe porcina (español)
- Centros para el Control y la Prevención de Enfermedades: Influenza A (H1N1) (gripe A H1N1) (español)
- Enciclopedia Médica Medline Plus: Gripe porcina (español)

- Datos: Q6059581